# American Fork Canyon
Der American Fork Canyon ist ein Canyon in der Wasatchkette („Wasatch Mountains“), 30 Meilen südlich von Salt Lake City, bei American Fork im Bundesstaat Utah der Vereinigten Staaten und berühmt für das auf seiner Südseite liegende Tropfsteinhöhlensystem „Timpanogos Cave National Monument“. Durch den Canyon verlaufen der Abschnitt „Alpine Loop Scenic Highway“ der Utah State Route 92 und der American Fork River, nach dem der Canyon benannt ist.
Aus dem Westen von der Interstate 15 bei Lehi führt die Utah State Route 92 zwischen Highland und American Fork in den Canyon zum Alpine Loop Pass und dem Mount Timpanogos. Hier zweigt eine instandgehaltene Schotterstraße nach Osten über Cascade Springs nach Midway ab. Die SR-92 führt weiter in Richtung Süden über das „Sundance Ski Resort“ in den Provo Canyon und an das Tibble Fork Reservoir und Cascade Springs.

## Erholung
Der American Fork Canyon ist als Recreation Area innerhalb des Uinta-Wasatch-Cache National Forest ausgewiesen und wird durch den US Forest Service verwaltet. Er unterhält die Wander-, Rad- und Reitwege, betreibt einfach ausgestattete Campingplätze und vermietet einige wenige Holzhäuser. Das Tibble Fork Reservoir und Silver Lake Reservoir sind im Sommer beliebte Camping- und Angelplätze und im Winter Ausgangspunkt für Motorschlitten-, Schneewander-, Langlauf- und Skitouren.
Die am Eingang erhobenen Gebühren je Fahrzeug dienen dem Erhalt des Erholungsgebietes, des Wildlebensraums und dem Schutz der natürlichen Ressourcen. Sie liegen zwischen sechs USD für drei Tage bis 45 USD für das gesamte Jahr.